# Divino Ramos
Divino Ramos foi um político brasileiro do estado de Minas Gerais. Atuou como deputado estadual em Minas Gerais na 3ª legislatura (1955-1959), como suplente e foi eleito para o mandato de 1959 a 1963 (4ª legislatura), pelo PR.